# バーナード・デイビス
 バーナード・デイビス（Bernard Davis、1916年1月7日 - 1994年1月14日）はアメリカ合衆国の微生物学者、医師。微生物生理学と代謝の研究に大きな貢献をした。

## 略歴
マサチューセッツ州フランクリンにリトアニア移民のユダヤ人の両親の間に生まれた。高校を首席で卒業すると、ハーバード大学に入学し生化学を専攻した。理学士を取得したあと、ハーバードメディカルスクールで医師免許を取得した。デイビスはハーバード・メディカルスクールの教授で、アメリカの科学政策にも影響を持っていた。1989年セルマン・A・ワクスマン微生物学賞受賞。
デイビスが死去した後、ニューヨーク・タイムスの死亡記事は1976年に彼が関わった論争の一部を紹介するのみで、彼の業績の多くを無視した。元同僚たちはニューヨークタイムスに抗議し、改めて彼の業績に言及した死亡記事が掲載された。この同僚の中にはノーベル賞受賞者のアーサー・コーンバーグも含まれる。

## 道徳主義的誤謬
デイビスは道徳主義の誤謬という語を作り出した。この誤謬は「危険な知識」になるおそれのある研究を倫理的ガイドラインの下でコントロールするために用いられる。これはヒュームの「である(is)」と言う言明から「べきである（ought）」と言う規範を引き出すときに起こる論理的飛躍、自然主義的誤謬の逆である。理論はしばしば「悪用されるおそれがある」と言うほのめかしのもとで拒絶されることがある。
そのような場合、人々は認識論的な価値と実利的な価値を明確に区別しない。あるいはモラルから価値中立的な知識と、道徳的な価値を考慮して潜在的にネガティブな結論を持つ知識を十分に区別しない。理論の正確さは、実利的な価値や、使用された歴史や、由来ではなく、科学的な視点から検証される。理論は不正使用から保護されていないが、不正使用によって過ちが立証されるわけでもない。知識の放棄は、知識の不正使用と同様に不利な結果を招くことがある。
自然主義的誤謬の例：戦争が人間の本性の一部であると科学的事実が示したなら、人間はみな戦争に賛成しなければならない。
道徳主義的誤謬の例：戦争は道徳的に誤りであるので、それは人間の本性の一部であるはずがない。

## 参考
- "The Moralistic Fallacy," Bernard Davis, Nature, 1978 Mar 30.